# Buffalo Kids
Buffalo Kids es una película animada española de comedia y aventuras dirigida por Juan Jesús García Galocha y Pedro Solís García, y escrita por Jordi Gasull y Javier Barreira. Está basada en el relato corto Cuerdas, de Solís García, quien anteriormente lo adaptó a un cortometraje del mismo nombre en 2013. Inicialmente estaba previsto su estreno en cines españoles para el 30 de agosto de 2024, pero fue adelantado al 14 de agosto.

## Trama
En 1886, dos huérfanos irlandeses, Tom y Mary, viajan a Nueva York, donde viven una aventura en tren para conocer a su tío y encargarse de su herencia. Por el camino, se hacen amigos de una institutriz a cargo de otros huérfanos y deben afrontar el ataque de una banda de forajidos.

## Producción
Poco antes del estreno de Momias en España, los productores de la película anunciaron por primera vez Buffalo Kids en febrero de 2023 en la Berlinale, donde se vendieron sus derechos a doce países en unas horas. El proyecto está basado en el relato corto de Solís García, Cuerdas, y su posterior adaptación a cortometraje; uno de los protagonistas, Nico, basado en el hijo de Solis, apareció anteriormente en el corto. El estudio de animación Core Animation, que anteriormente animó Momias, confirmó la continuación de su alianza con el equipo de Momias para Buffalo Kids.

## Estreno ymarketing
En septiembre de 2023 se anunció en un primer momento que Warner Bros. Pictures España estrenaría Buffalo Kids en cines españoles el 30 de octubre de 2024; sin embargo, más adelante, durante la presentación de Atresmedia Cine de sus próximos proyectos en el Festival Internacional de Cine de San Sebastián, se rectificó la fecha, confirmando que en realidad se estrenaría el 30 de agosto.Cuando salió el primer teaser de la película el 9 de mayo de 2024 se adelantó la fecha de estreno para el 14 de agosto.

## Premios y nominaciones
80.ª edición de las Medallas del Círculo de Escritores Cinematográficos
| Categoría                       | Resultado |
| ------------------------------- | --------- |
| Mejor largometraje de animación | Ganador   |